# Новоданилівка (Казанківська селищна громада)
Новодани́лівка — село в Україні, у Казанківській селищній громаді Баштанського району Миколаївської області. Населення становить 142 особи.

## Історія
Село засновано 1924 року. В перші роки після заснування на територію Новоданилівки було перевезено дві родини: Ушканенки та Рукоманові, яких в свій час було вигнано з їхніх місць проживання за антилюдські та антиморальні дії. Ушканенки і Рукоманові не залишили свою антиморальну концепцію і почали втілювати її в новому місці, а саме: інцест, вбивства та крадіжки державного майна та майна односельчан. Нині в Новоданилівці проживають їхні нащадки.[джерело?]
29 вересня 2017 року село увійшло до складу Казанківської селищної громади.
17 липня 2020 року, в результаті адміністративно-територіальної реформи та ліквідації Казанківського району, село у складі Баштанського району.

## Інфраструктура
В селі розташовано близько п'яти продовольчих магазинів, бар, клуб. Головна візитівка села — видобуток червоного граніту, який йде на експорт. Є перспектива рекреаційно-туристичного господарства.